# Maiah Ocando
Maiah Ocando (Punto Fijo, estado Falcón Venezuela) es una actriz, cantante, presentadora, youtuber y diseñadora venezolana, asentada en Los Ángeles, California. Estudió diseño de moda en el Instituto Brivil y producción cinematográfica en la Escuela de Cine y Televisión de Caracas. Es la anfitriona del webshow en YouTube Visto Bueno y escritora de la serie de libros del mismo nombre. Ocando ha participado de varias series web como She Looks Like, Holiday House y Gentlemen's Cod (proyecto de Pitbull), también ha sido coanfitriona en la serie de televisión en línea Vive El Verano para NBC Universo.
Muchos de sus videos sobre belleza y moda se encuentran en una sección de la página web de Univision. En esta cadena de televisión también trabajó como corresponsal para la sección de noticias nacionales e internacionales.
Según la página web de datos y estadísticas Social Blade, Ocando presenta más de 46 millones de reproducciones en todos sus contenidos.

## Carrera
En 2011, Maiah Ocando contribuyó como estilista para la primera serie de ciencia ficción en línea del mundo filmada por completo usando sólo los teléfonos móviles. El proyecto, titulado Planeta N8, era uno de los tres finalistas en los Premios 2012 de P & M y fue desarrollado para la campaña de publicidad del Nokia N8.
El primer web show de Maiah Ocando fue Umoda TV, cubriendo emergentes diseñadores de moda, maquilladores, fotógrafos y supermodelos para la región. La serie fue presentada en Planetaurbe TV, la primera red de televisión en línea para los jóvenes en América Latina. Ocando también trabajó junto a su pareja, Gabriel Torrelles, en el conglomerado Cadena Capriles (conocido como Grupo Últimas Noticias desde junio de 2014).
Antes de eso, Maiah fue cantante y lanzó en 2005 el álbum de rock-pop A Través De Mis Ojos. Uno de sus sencillos «alcanzó los primeros puestos en las tablas de popularidad».

## Visto Bueno y otros proyectos
La serie "Visto Bueno" fue nominada a dos Streamy Awards en 2013 como Mejor Serie Internacional y la Serie del Año, en 2014 en la moda, en primera persona y animador de las categorías en el año, y de nuevo en 2015 en la moda. Esto la convirtió en la primera serie latina en ser nominada tres años consecutivos, y el único espectáculo de habla español en ser nominado.
El contenido de Maiah apareció regularmente en AOL, vídeo HuffPost, y la plataforma Uvideos. El sitio web venezolano La Patilla y el canal de televisión venezolano Globovisión también presentó su trabajo.
En 2014, Ocando consiguió un contrato de talento con ABC y se mudó a Los Ángeles para seguir trabajando en sus proyectos. Ella también firmó un acuerdo de ese mismo año para participar en el programa digital de Gentleman's Code junto con el rapero Pitbull, acompañado por Shira Lazar, Bretaña Furlan, Simone Sheperd y Kandee Johnson. En septiembre de 2015, Ocando firmó un contrato de patrocinio con Ford Motors de Estados Unidos, también se anunció que la NBC Universo había asociado con varias estrellas de medios sociales latinos para lanzar la serie "Vive el Verano", que tiene entre sus estrellas a Ocando.
Para los Premios Streamy 2015, Ocando estuvo escogida por VH1 para ser su imagen promocional.  Ella también condujo la viewing party oficial de la revista Vanity Fair para los Emmys 2015.
En marzo de 2015, Maiah Ocando fue invitada como orador en el Festival SXSW en Austin, Texas, para discutir cómo las estrellas latinoamericanas en las redes sociales establecen relaciones con el público, y como se hacen más atractivos para los anunciantes, redes y estudios.
El 5 de noviembre de 2015, Maiah Ocando fue invitada a hablar en la Cumbre inaugural de Mujeres del entretenimiento presentada por Arclight en colaboración con el Instituto Geena Davis sobre el Género en los medios y las Mujeres en el cine; organizado por Gretchen McCourt, Vicepresidente Ejecutivo de Programación de los Teatros del Pacífico. En el panel de juego que cerró la cumbre, Ocando tuvo una participación inspiradora alentar a las mujeres a "coger una cámara y comenzar su propio canal de YouTube", afirmó.
En 2017 lanzó un pódcast junto con su pareja titulado No sé dime tour el cual fue un éxito. Esto les valió para realizar una gira por varios países, entre ellos, México y Colombia. En 2018, lanzaron otro pódcast llamado No sé qué hacemos aquí que cuenta la historia de dos inmigrantes venezolanos.
En 2019 giró por España, Colombia, México y los Estados Unidos por su trabajo #HatingTogether.

## Libros
En 2013 Maiah Ocando firmó un contrato con la Editorial Cadena Capriles y lanzó una colección de 6 libros basados en la serie de Visto Bueno. La colección se agotó en 6 semanas. La versión digital del Visto Bueno de la serie libro alcanzó el número uno en Amazon en Estados Unidos, España y México y se mantuvo en la lista de los más vendidos durante varias semanas.
Estos libros entraron en el top 20 «de los libros en español de la categoría La Belleza y la moda, Manualidades y pasatiempos»; asimismo, la edición digital estuvo en una lista sobre moda a nivel mundial.

## Vida personal
Maiah Ocando tiene una relación con el escritor y productor Gabriel Torrelles, con quien se casó en 2014 en Los Ángeles, y quien es también el cocreador y productor de Visto Bueno.

## Premios y nominaciones
| Año  | Nominación      | Premio                                             | Resultado |
| ---- | --------------- | -------------------------------------------------- | --------- |
| 2013 | Premios Streamy | Mejor Serie Internacional                          | Nominada  |
| 2013 | Premios Streamy | Finalista de la audiencia para mejor serie del año | Nominada  |
| 2014 | Premios Streamy | Primera Persona                                    | Nominada  |
| 2014 | Premios Streamy | Conductora del año                                 | Nominada  |
| 2014 | Premios Streamy | Streamy Award: Moda                                | Nominada  |
| 2015 | Premios Streamy | Streamy Award: Moda                                | Nominada  |
| 2017 | Premios Shorty  | 9th Annual Shorty Awards: Best Mobile Campaign     | Nominada  |
| 2017 | Premios Shorty  | 9th Annual Shorty Awards: Best Use Of Instagram    | Nominada  |